# Seppe Thys
Seppe Thys (21 oktober 1992) is een Belgische atleet, die gespecialiseerd is in de sprint. Hij werd eenmaal Belgisch kampioen.

## Loopbaan
Thys nam in 2011 op de 4 x 400 m deel aan de Europese kampioenschappen U20. Hij werd met de Belgische ploeg zesde in de finale. Het jaar nadien werd hij Belgisch indoorkampioen op de 400 m. In 2013 veroverde hij op de 4 x 400 m na diskwalificatie van de Russische ploeg goud op de Europese kampioenschappen U23.

## Kampioenschappen

### Internationale kampioenschappen
Outdoor
| Onderdeel | Titel                 | Jaar |
| --------- | --------------------- | ---- |
| 4 x 400 m | Europees kampioen U23 | 2013 |

### Belgische kampioenschappen
Indoor
| Onderdeel | Jaar |
| --------- | ---- |
| 400 m     | 2012 |

## Persoonlijke records
Outdoor
| Onderdeel | Prestatie | Wind     | Datum       | Plaats   |
| --------- | --------- | -------- | ----------- | -------- |
| 200 m     | 21,60 s   | +2,0 m/s | 21 mei 2016 | Oordegem |
| 400 m     | 46,86 s   |          | 6 juni 2015 | Genève   |

Indoor
| Onderdeel | Prestatie | Datum            | Plaats |
| --------- | --------- | ---------------- | ------ |
| 200 m     | 21,98 s   | 21 februari 2015 | Gent   |
| 400 m     | 47,70 s   | 20 februari 2016 | Gent   |

## Palmares

### 400 m
- 2012:  BK indoor AC – 49,10 s
- 2016:  BK indoor AC – 47,70 s

### 4 x 400 m
- 2011: 6e EK U20 – 3.10,89
- 2013:  EK U23 – 3.04,90